# Phygadeuon hudsonicus
Phygadeuon hudsonicus là một loài tò vò trong họ Ichneumonidae.